# 太和江
太和江（태화강、テファガン）は、韓国・蔚山広域市の中心を流れる川。長さは47.54km。蔚山広域市蔚州郡ヅソミョンネワリ白雲山東の谷で発源しミホ川（嵋湖川）と呼ばれて南東に流れる。グリャン川（九良川）・バンコク川（盤谷川）などを合流してデゴクチョンと呼ばれ事情号（泗淵湖）になる。

## 概要
汎書面サヨンリで上北面ドクヒョンリ高966m地点で同類する水流（今まで知られている太和江）を合流した後、東にユーロを変えて市内を貫流し、慶尚北道慶州市ウェドンウプファルソンリで発源した東川を合わせた後、蔚山に流れ込む。河川の名前は、新羅善徳女王と、磁場律師が蔚山市テファドンに立てたというテファサ(太和寺)から流れるので太和江と呼ぶようになったという。
レース - 蔚山間グジョゴクに位置するウェドンウプ一帯の東山麓には扇状地が発達しており、東川と本流が合流する下流地域に蔚山平野が行われた。流域内には、米をはじめ、うどん・雑穀などの果物・野菜などが生産される。太和江の下流一帯には蔚山工業団地が造成されており、各種用水の供給のために川の流域に事情号をはじめ大パスワード・腺癌貯水池（仙巖貯水池）などが建設された。
上流流域には、加智山立公園が位置しており、蔚山広域市蔚州郡ヅドンミョンの川前里岩絵（国宝第147号）、上北面の石南寺・肝新月社、慶州市ウェドンウプの関門性（關門城）・レースグェルン（史跡第26号）などの文化遺跡が散在している。景勝地ではホンリュ滝・酌川亭・ガンウォル滝などがあり、京釜高速道路と蔚山高速道路が通る。